# Velény
Velény is een plaats (község) en gemeente in het Hongaarse comitaat Baranya. Velény telt 176 inwoners (2001).